# Ԣ
Ԣ (minuscule : ԣ), appelé enne crochet médian, est une lettre additionnelle de l’alphabet cyrillique qui était utilisée dans l’alphabet tchouvache de Ivan Yakovlev (en) de 1873 à 1938 ou dans l’alphabet oudmourte de 1882.
Il s’agit d’un enne ‹ Н › diacrité d’un crochet médian.

## Utilisation
L’enne crochet médian est utilisé en tchouvache dans l’alphabet d’Ivan Yakovlev (en) et Belilin de 1872, dans l’alphabet de Yakovlev de 1873, ainsi que dans les révisions de l’alphabet de 1933, de 1938 et 1949.

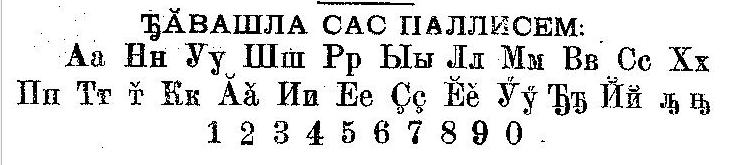
Alphabet tchouvache de 1873.

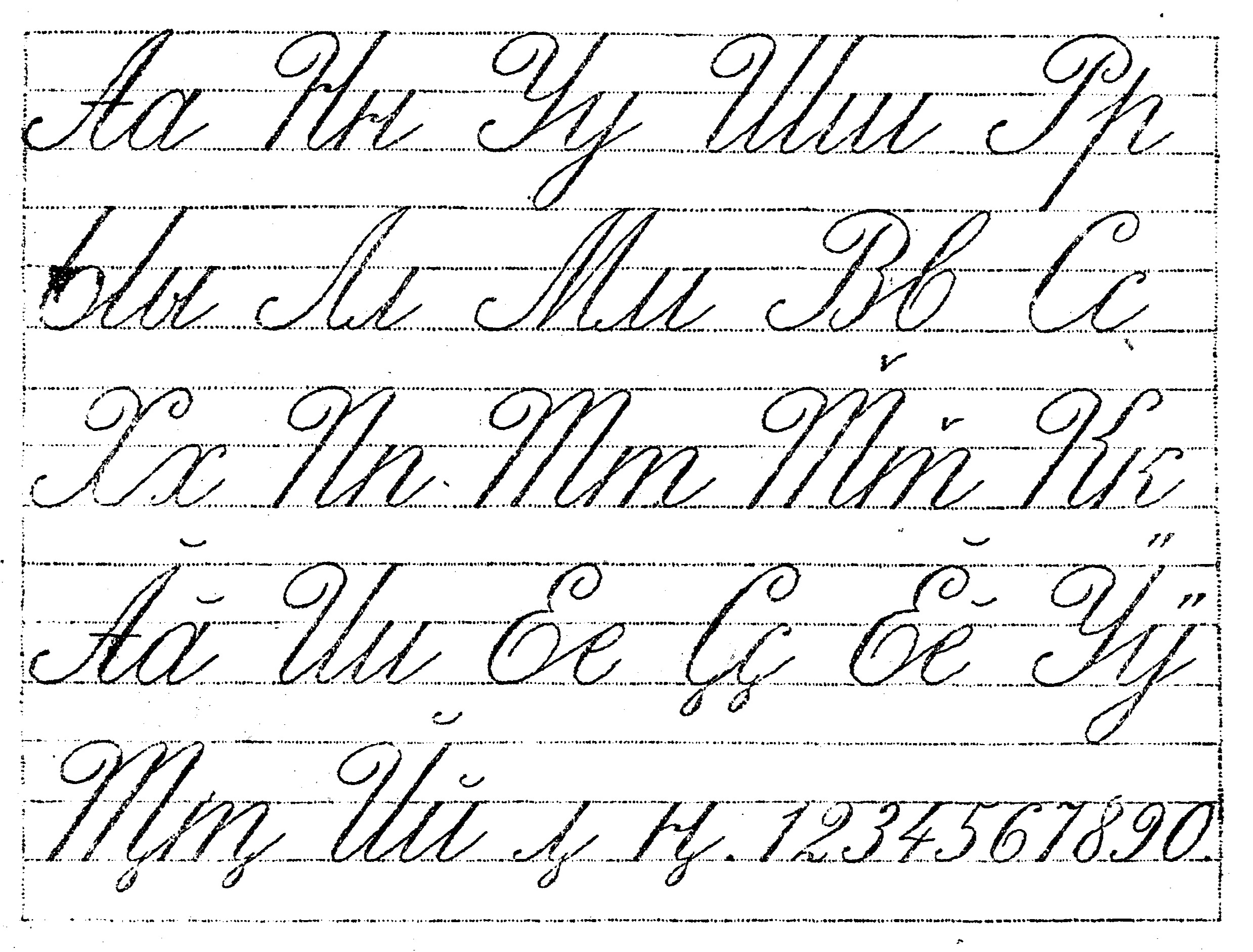
Alphabet tchouvache de 1873 en écriture cursive.

Le ԣ est une lettre de l’alphabet oudmourte utilisé dans l’abécédaire Букварь : для вотяцкихъ дѣтей сарапульскаго уѣзда publié à Kazan en 1882.

## Représentations informatiques
| formes    | représentations | chaînes de caractères | points de code | descriptions                                    |
| --------- | --------------- | --------------------- | -------------- | ----------------------------------------------- |
| capitale  | Ԣ               | Ԣ                     | U+0522         | lettre majuscule cyrillique enne crochet médian |
| minuscule | ԣ               | ԣ                     | U+0523         | lettre minuscule cyrillique enne crochet médian |